# جشنواره فیلم دروازه طلایی
جشنواره فیلم دروازه طلایی یک جشنواره فیلم در جرزی سیتی در نیوجرسی است که در سال ۲۰۱۱ افتتاح شده است. جشنواره در پاییز و در چهار روز به طول خواهد انجامید و در آن فیلم‌های سینمایی، مستند و فیلم‌های کوتاه به نمایش گذاشته خواهد شد.
افتتاحیه و مراسم جایزه شب اختتامیه در کاخ ۱۹۲۹ فیلم و تئاتر نیوجرسی لاوز در میدان ژورنال با نمایش‌های بسیار و دیگر رویدادها انجام خواهد شد.

لاوز تئاتر نیوجرسی

## ۲۰۱۱
اولین جشنواره در ۱۴ تا ۱۷ اکتبر ۲۰۱۱ انجام گرفت و در آن ۴۳ فیلم نمایش داده شد و ۱۸ دسته‌بندی برای رقابت در آن وجود داشت.
در بخش زندگی‌نامه جایزه آکادمی به برنده آن یعنی پل سوروینو و لئون گست داده شد. همچنین کلوب شبانه (۲۰۱۱) به کارگردانی سم بروسکی برندهٔ جایزه‌های بهترین فیلم سینمایی، بهترین کارگردانی، بهترین نقش اصلی مرد (ارنست بورگنین)، بهترین نقش اصلی زن (ناتاشا لیونه)، و بهترین بازی با بازیگر زن یا مرد مکمل به (سالی کلرمن) تعلق گرفت.

## ۲۰۱۲
پنجاه و سه فیلم در طول جشنوارهٔ سال ۲۰۱۲ که در ۱۱ تا ۱۴ اکتبر برگزار شد به نمایش گذاشته شد. ۲ دسته‌بندی جدید برای رقابت اضافه شد که فیلمسازان دانش آموز یکی از آن‌ها بود.

## ۲۰۱۳
افتتاحیه جشنواره در ۱۰ اکتثبر ۲۰۱۳ با نمایش مستندی از الکساندر پولسی آغاز شد.

## ۲۰۱۴
جشنواره فیلم سال ۲۰۱۴ در ۱۶ تا ۲۱ سپتامبر در جرزی سیتی برگزار شد. افتتاحیه و مراسم جایزه در جرسی لاوز لندمارک تئاتر برگزار شد
تامی هایلفیگر به عنوان اسپانسر جشنواره ۲۰۱۴ معرفی شد. در طول این جشنواره ۹۲ فیلم به نمایش گذاشته شد.

## ۲۰۱۵
جشنواره در ۲۴ تا ۲۷ سپتامبر برگزار شد و در جریان آن بروت فورث که بومی جرسی سیتی و موسیقیدان است، بعد از نمایش یک مستند دربارهٔ زندگی و کارش با دخترش دچار مشاجره شد.